# La Saussaye
Pour les articles homonymes, voir La Saussaye (homonymie).
La Saussaye est une commune française située dans le département de l'Eure, en région Normandie.
Les habitants sont appelés Saulcéens.

## Géographie

### Localisation
La Saussaye est située à 3,7 km d'Elbeuf et à 21,5 km de Rouen.
| Le Thuit de l'Oison (comm. dél. du Thuit-Anger) | Elbeuf (Seine-Maritime)   | Elbeuf (Seine-Maritime)                       |
| Saint-Pierre-des-Fleurs                         | La Saussaye               | Elbeuf (Seine-Maritime) Saint-Cyr-la-Campagne |
| Le Bec-Thomas                                   | Saint-Germain-de-Pasquier |                                               |

### Hydrographie
La commune est située dans le bassin Seine-Normandie. Elle est drainée par l'Oison,.
L'Oison, d'une longueur de 16 km, prend sa source dans la commune d'Amfreville-Saint-Amand et se jette  dans la Seine à Saint-Pierre-lès-Elbeuf, après avoir traversé neuf communes.
Un plan d'eau complète le réseau hydrographique : la mare Bourdon (0,01 ha),.

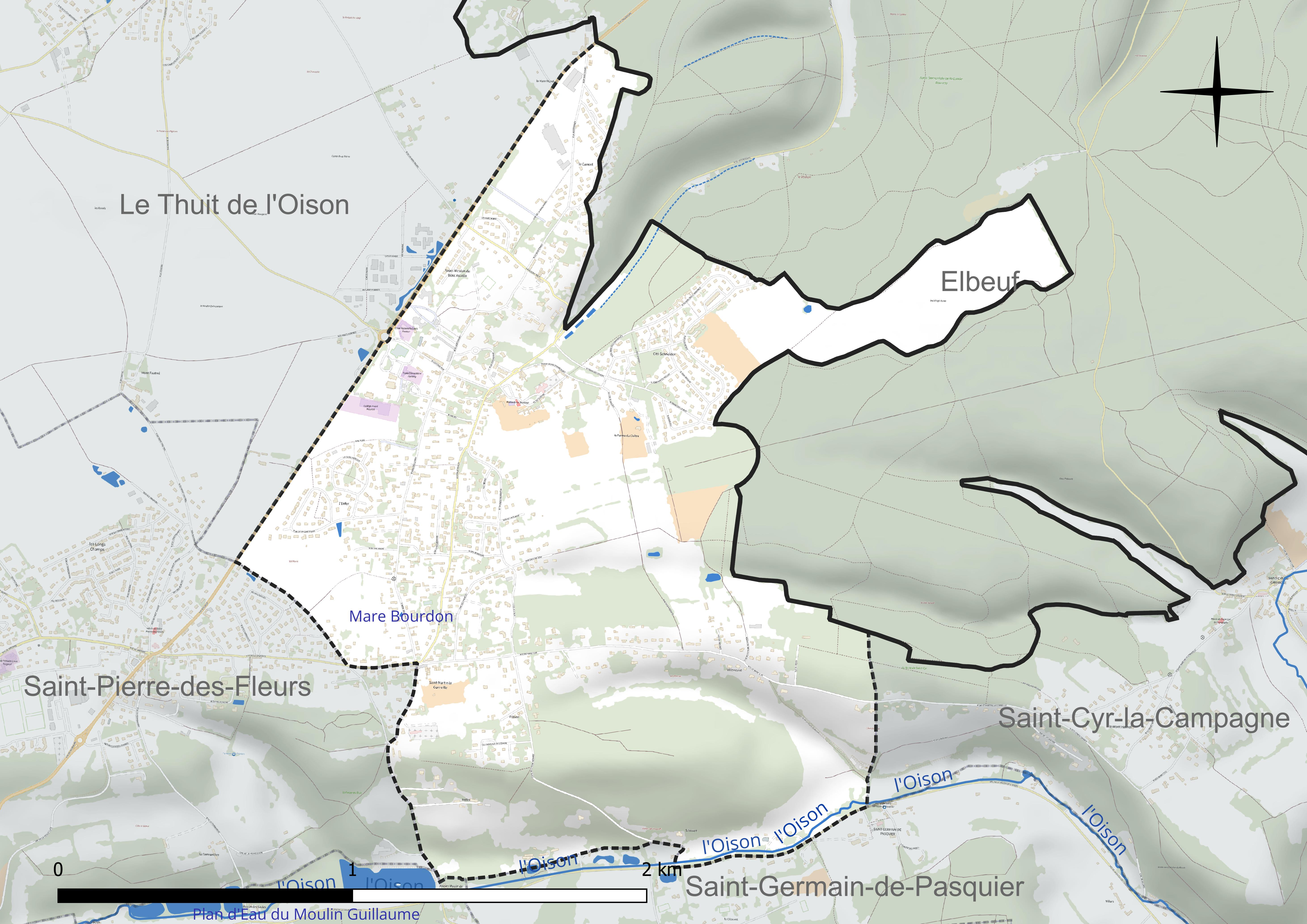
Réseau hydrographique de la Saussaye.

### Climat
Pour des articles plus généraux, voir Climat de la Normandie et Climat de l'Eure.
En 2010, le climat de la commune est de type climat océanique dégradé des plaines du Centre et du Nord, selon une étude du CNRS s'appuyant sur une série de données couvrant la période 1971-2000. En 2020, Météo-France publie une typologie des climats de la France métropolitaine dans laquelle la commune est exposée à un climat océanique et est dans la région climatique  Côtes de la Manche orientale, caractérisée par un faible ensoleillement (1 550 h/an) ; forte humidité de l’air (plus de 20 h/jour avec humidité relative > 80 % en hiver), vents forts fréquents. Parallèlement le GIEC normand, un groupe régional d’experts sur le climat, différencie quant à lui, dans une étude de 2020, trois grands types de climats pour la région Normandie, nuancés à une échelle plus fine par les facteurs géographiques locaux. La commune est, selon ce zonage, exposée à un « climat contrasté des collines », correspondant au Pays d’Auge, Lieuvin et Roumois, moins directement soumis aux flux océaniques et connaissant toutefois des précipitations assez marquées en raison des reliefs collinaires qui favorisent leur formation.
Pour la période 1971-2000, la température annuelle moyenne est de 10,3 °C, avec  une amplitude thermique annuelle de 13,9 °C. Le cumul annuel moyen de précipitations est de 785 mm, avec 12,2 jours de précipitations en janvier et 8,2 jours en juillet. Pour la période 1991-2020, la température moyenne annuelle observée sur la station météorologique la plus proche, située sur la commune de Louviers à 14 km à vol d'oiseau, est de 11,8 °C et le cumul annuel moyen de précipitations est de 719,5 mm,. Pour l'avenir, les paramètres climatiques de la commune estimés pour 2050 selon différents scénarios d’émission de gaz à effet de serre sont consultables sur un site dédié publié par Météo-France en novembre 2022.

## Urbanisme

### Typologie
Au 1er janvier 2024, La Saussaye est catégorisée bourg rural, selon la nouvelle grille communale de densité à 7 niveaux définie par l'Insee en 2022.
Elle appartient à l'unité urbaine de La Saussaye, une agglomération intra-départementale dont elle est ville-centre,. Par ailleurs la commune fait partie de l'aire d'attraction de Rouen, dont elle est une commune de la couronne,. Cette aire, qui regroupe 317 communes, est catégorisée dans les aires de 200 000 à moins de 700 000 habitants,.

### Occupation des sols
L'occupation des sols de la commune, telle qu'elle ressort de la base de données européenne d’occupation biophysique des sols Corine Land Cover (CLC), est marquée par l'importance des territoires artificialisés (44,8 % en 2018), en augmentation par rapport à 1990 (35,1 %). La répartition détaillée en 2018 est la suivante : 
zones urbanisées (44,8 %), prairies (25,4 %), forêts (18,7 %), terres arables (11,1 %). L'évolution de l’occupation des sols de la commune et de ses infrastructures peut être observée sur les différentes représentations cartographiques du territoire : la carte de Cassini (XVIIIe siècle), la carte d'état-major (1820-1866) et les cartes ou photos aériennes de l'IGN pour la période actuelle (1950 à aujourd'hui).

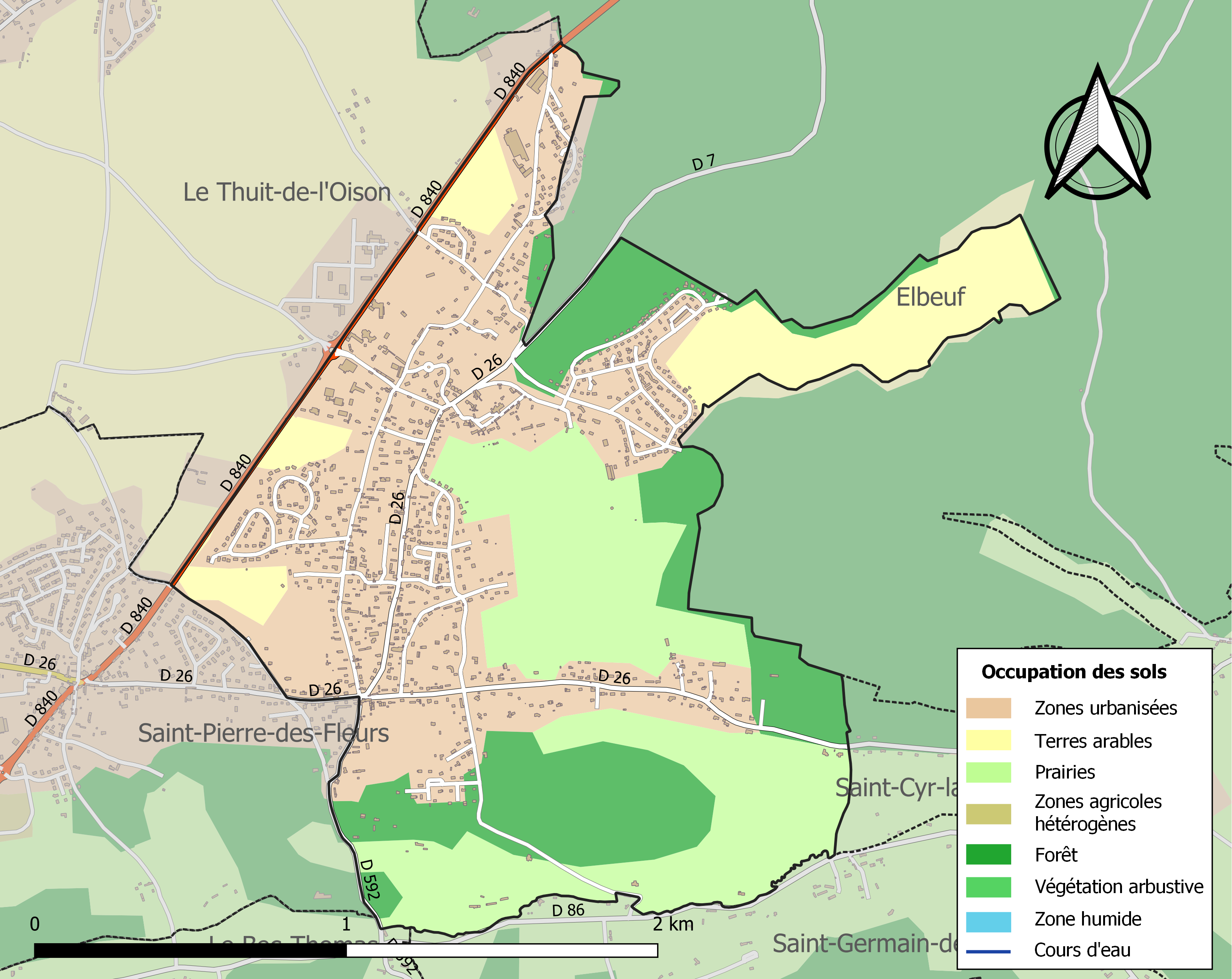
Carte des infrastructures et de l'occupation des sols de la commune en 2018 (CLC).

## Toponymie
Dans les actes anciens, le hameau de la Saussaye est mentionné sous plusieurs appellations : Salecia et Salceia en 1307 (la Roque), La Sauchoie en 1310 (cartulaire de Bonport), Saulceye et Salceya en 1311 (lettres patentes de Philippe le Bel), La Sausaye en 1319 (charte de Guill. d’Harcourt), Saucheia en 1327 (cart. de Bonport), Saint Loys de la Sauchoie en 1345 (ch. de Blanche d’Avaugour), La Sauchie au XIVe siècle (vitraux de la cathédrale d’Évreux), La Saussoye au XVe siècle (manuscrit de Saint-Victor ; rouleaux des morts, publiés par la Société de l’histoire de France), La Chaussaye au XVIe siècle (comptes de l’archevêché de Rouen), La Saulsaie en 1598 (déclaration du chapitre), La Saussay en 1782 (Dictionnaire des postes).
La saussaie, du latin salis, suffixé au féminin, est un nom plus que fréquent en toponymie, les saussaies sont des lieux humides, où prospèrent les saules.

## Histoire

### Origine du nom et du hameau
Dans les actes anciens, le hameau de la Saussaye est mentionné sous plusieurs appellations : la Saucée, la Saulcée, la Chaussaye, parfois la Saucoye… Il est probable que le village doive son nom à la présence de nombreux saules qui ont toujours poussé spontanément dans ses terres humides et argileuses.
Quant à l'origine du hameau lui-même, l'examen d'objets et de vestiges divers remontants à l'époque gauloise permet de penser que les premiers habitants seraient venus d'Elbeuf-sur-Seine.
À la hauteur du château d'eau existait un petit village appelé Saint-Nicolas du Bosc Asselin, de part et d'autre de la rue Frédéric-Raux, mais surtout au sud. Vers le nord, et dès l'époque celte, on trouvait un groupement de foyers appelé depuis toujours le Canoel ou Canouel (Cann désignant un lieu humide garni de roseaux et EL signifiant l'eau en celtique). Au sud de Saint-Nicolas du Bosc Asselin, un troisième hameau s'était établi : Saint-Martin la Corneille. Dans les anciens titres, cette paroisse était appelée la « Carnaye » et même la « Carnage ». On y découvrit de nombreux tombeaux et débris humains, ce qui valut au village voisin le nom de Saint-Pierre-des-Cercueils. Vers l'est, en partant de Saint-Martin la Corneille, on trouve un autre groupe de maisons, de constitution récente : le hameau de Villeneuve. On peut y voir, dans un vallon boisé, la plus jolie mare de La Saussaye : la « Mare au Vivier ». À l'est encore, depuis la mare et depuis le labour des « Vingt Acres », s'étend la forêt d'Elbeuf-sur-Seine. Lors de l'apparition de la province appelée Normandie, elle s'appelait la forêt des Monts Le Comte et faisait partie du domaine ducal que Rollon se réserva à la suite de la conquête de la Neustrie. La Neustrie occidentale prit le nom de Normandie lorsque fut ratifié le traité de Saint-Clair-sur-Epte signé par Rollon, 1er duc normand et Charles III le Simple, roi de France en 911.
En 1808, la commune est absorbée par celle voisine de Saint-Martin-la-Corneille.

Le 17 mai 1846, le chef-lieu de la commune est transféré à La Saussaye et la nouvelle commune absorbe celle de Saint-Nicolas-du-Bosc-Asselin ; cette dernière porta provisoirement, au cours de la Révolution française, le nom de Bosc-Asselin.

### Anciennes voies d'accès
À l'époque, on montait d'Elbeuf-sur-Seine vers la forêt et vers La Saussaye par la « cavée » (chemin) du tapis vert. Aujourd'hui, la rue du Tapis-Vert débouche encore sur la « route du Bas » ou « petite côte » pour la même destination. Une autre voie montait d'Elbeuf-sur-Seine vers Le Neubourg. Il s'agit d'une voie ancienne datant des empereurs romains Domitien et Vespasien d'après des monnaies trouvées sur son tracé en 1832. Elle quittait Elbeuf-sur-Seine par la rue des Échelettes (actuel quartier de l'hôpital), grimpait dans la forêt et gagnait tout droit Saint-Pierre-des-Cercueils (appelé depuis 1924, Saint-Pierre-des-Fleurs). On peut encore la suivre au milieu de la plaine, en partant du château d'eau, tout droit, vers Saint-Pierre.

## Politique et administration
| Période                                  | Période      | Identité                         | Étiquette             | Qualité |
| ---------------------------------------- | ------------ | -------------------------------- | --------------------- | --- |
| Les données manquantes sont à compléter. |              |                                  |                       | |
| 1941                                     | 1970 (décès) | Ernest Schneider (d) (1897-1970) | Rad.                  | Professeur de culture physique Conseiller général d'Amfreville-la-Campagne (1962 → 1970)                                                                                               |
| 1970                                     | 1990 (décès) | Jean Schneider (d)               | Ind. puis RI puis RPR | Ancien kinésithérapeute à Elbeuf Conseiller général d'Amfreville-la-Campagne (1970 → 1990) 1er vice-président du conseil général Suppléant du député Philippe Pontet Fils du précédent |
| 1990                                     | juin 1995    | Pierre Dolpierre                 |                       | |
| juin 1995                                | mars 2008    | Jean-Marie Dransart              |                       | |
| mars 2008                                | En cours     | Didier Guérinot (d)              | SE                    | Agent technique, ancien adjoint au maire |

## Démographie
L'évolution du nombre d'habitants est connue à travers les recensements de la population effectués dans la commune depuis 1793. Pour les communes de moins de 10 000 habitants, une enquête de recensement portant sur toute la population est réalisée tous les cinq ans, les populations de référence des années intermédiaires étant quant à elles estimées par interpolation ou extrapolation. Pour la commune, le premier recensement exhaustif entrant dans le cadre du nouveau dispositif a été réalisé en 2008.

En 2022, la commune comptait 1 914 habitants, en évolution de −0,26 % par rapport à 2016 (Eure : −0,25 %, France hors Mayotte : +2,11 %).
| 1793 | 1800 | 1806 | 1846 | 1851 | 1856 | 1861 | 1866 | 1872 |
| ---- | ---- | ---- | ---- | ---- | ---- | ---- | ---- | ---- |
| 59   | 57   | 46   | 777  | 702  | 708  | 681  | 744  | 715  |

| 1876 | 1881 | 1886 | 1891 | 1896 | 1901 | 1906 | 1911 | 1921 |
| ---- | ---- | ---- | ---- | ---- | ---- | ---- | ---- | ---- |
| 708  | 657  | 630  | 597  | 503  | 491  | 490  | 475  | 484  |

| 1926 | 1931 | 1936 | 1946 | 1954 | 1962 | 1968  | 1975  | 1982  |
| ---- | ---- | ---- | ---- | ---- | ---- | ----- | ----- | ----- |
| 455  | 459  | 415  | 463  | 550  | 773  | 1 370 | 1 542 | 1 502 |

| 1990  | 1999  | 2006  | 2008  | 2013  | 2018  | 2022  | - | - |
| ----- | ----- | ----- | ----- | ----- | ----- | ----- | - | - |
| 1 840 | 1 954 | 1 932 | 1 928 | 1 860 | 1 883 | 1 914 | - | - |

## Culture locale et patrimoine

### Lieux et monuments
- La collégiale Saint-Louis (fondée aux XIVe, XVIe et XIXe siècles, reconstruite après l'incendie de 1875) ;
- Le puits des Chanoines et la maison du Sonneur (place du Cloître) ;
- Le manoir des Saules (ancienne auberge datant de 1922) ;
- L'église Saint-Martin ;
- La maison d'André Maurois (manoir Saint-Nicolas) ;
- Le monument aux morts, œuvre de Robert Delandre (1921)[27].

### Patrimoine naturel

#### Site classé
- L'if sur la propriété de M. Picard, en bordure du chemin de Saint-Martin-la-Corneille à Saint-Cyr-la-Campagne,  Site classé (1928)[28].

#### Site inscrit
- La place de la Saussaye avec l'église, le cimetière,  Site inscrit (1931)[29].

### Patrimoine historique (sauvegarde)
L'Association pour la Sauvegarde du Patrimoine Saulcéen (A.S.P.S.) a pour but de contribuer, avec les moyens qui sont les siens, à la sauvegarde et à la valorisation du Patrimoine immobilier, mobilier, culturel et environnemental de la commune de La Saussaye.

### Manifestation culturelle
Le salon du livre de La Saussaye se tient chaque année depuis 2010. Organisé par l'association locale « Mieux Vivre », il se tient, en principe, en mars.

### Héraldique
|  | Les armoiries de La Saussaye se blasonnent ainsi : Coupé de un parti de trois : au I fascé d'argent et de gueules de huit pièces, au II d'azur semé de fleurs de lis d'or brisé en chef d'un lambel de gueules, au III d'argent à la croix potencée d'or et cantonnée de quatre croisettes du même, au IV d'or à quatre pals de gueules, au V d'azur semé de fleurs de lis d'or, à la bordure de gueules, au VI d'azur au lion contourné d'or à la queue fourchue, armé, lampassé et couronné de gueules, au VII d'or au lion de sable, armé et lampassé de gueules, au VIII d'azur semé de croisettes recroisetées au pied fiché d'or, à deux bars adossés du même brochants, sur le tout d'or à la bande de gueules chargée de trois alérions d'argent. [Armes pleines de Lorraine]; au lambel de gueules brochant; le tout enfermé dans une bordure de gueules chargées de huit besants d'or. |

## Personnalités liées à la commune
- Alexandre Le Bienvenu du Busc Rabasse (1781-1852)[32], aide de camp (alias Ferdy) d'Hingant de Saint-Maur, pendant la chouannerie normande, y est mort le 18 février 1852.
- L'abbé François-Marie-Alfred Blanquart, curé local érudit, membre éminent de la Société des amis des arts du département de l'Eure au début du XXe siècle[33].
- Émile Herzog alias André Maurois (1885-1967), l'écrivain et industriel vécut à La Saussaye dans les années 1920.